# 名護十字路

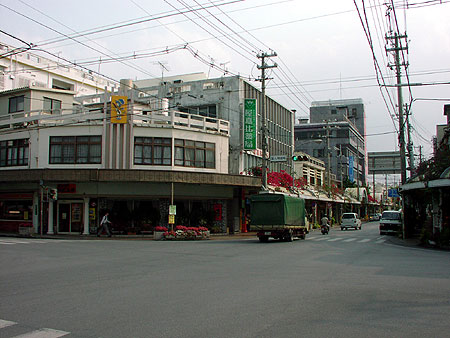
名護十字路

名護十字路（なごじゅうじろ）は沖縄県名護市城にある交差点。名護市内最大の繁華街の総称でもある。

## 概要
名護市商店街中心部にある交差点で、かつては国道58号が南北を通っていたこともあって渋滞も時々あり、城十字路と並んで沖縄本島北部の交通の要所、そして道路案内標識の基準・重要地としての名護の基準交差点だったが、1986年の国道58号名護バイパス全線開通により当交差点を通過した車の大半は宮里3丁目交差点を経由するバイパスに移ったため、前者は同交差点や白銀橋交差点、後者は名護市役所前に移り、かつてほどの交通量はない。
交差点より南側が城（南西が1丁目、南東が2丁目）、北西側が大中（1丁目）、北東側が大東（1丁目）となっており、周辺全体が商店街となっているが、かつてほどの賑わいはなくなった。

## 交差道路
- 沖縄県道71号名護宜野座線（南北方面、1987年まで国道58号だった）
- 沖縄県道84号名護本部線（東西方面）

## 各方面の主な目的地
- 南行き（県道71号）：那覇市・沖縄自動車道許田インターチェンジ
- 北行き（県道71号）：辺戸岬・国頭村（辺土名）・海洋博公園（国道505号経由）・今帰仁村
- 西行き（県道84号）：海洋博公園・本部町・名護市役所
- 東行き（県道84号）：名護博物館

## 主な目的地への距離

### 県道71号那覇方面
いずれも国道58号経由
- 那覇空港・68km
- 那覇市（旭橋交差点）・65km
- 嘉手納町・43km
- 恩納村・22km
- 許田インターチェンジ・5km

国道58号からの辺戸岬・海洋博公園への距離は省略

### 県道71号今帰仁・伊差川方面
- 伊差川・3km

伊差川から国道58号経由
- 辺戸岬・49km
- 国頭村・28km
- 大宜味村・19km

呉我から国道505号経由
- 海洋博公園（今帰仁村経由）・25km
- 今帰仁村・14km

### 県道84号本部方面
- 海洋博公園・19km
- 本部町・14km
- 名護市役所・1km

### 県道84号東江方面
- 瀬嵩（久志支所）・7km
- 東江4丁目南交差点（名護市消防本部前）・650m
- 名護中央公園（名護城跡）・650m
- 名護博物館・400m

## 周辺の施設
- 名護大中郵便局
- 名護市観光協会
- 琉球銀行名護支店
- 沖縄銀行名護支店
- 沖縄海邦銀行名護支店
- 名護市営市場[1]
- ひんぷんガジュマル

## 名護十字路と総称で呼ばれる施設、地域
- 名護市の中心地として[1]
- 名護さくら祭りの会場として[2]
- 名護市営市場にあるコンサート可能な会場として[3]
- 選挙演説のメッカとして[4]

## エピソード
- 1964年(昭和39年)に東京オリンピックの聖火リレーが通過した際の写真が残されている[5]。
- 映画「がじまる食堂の恋」の舞台となった[6]。